# هاوکر سیدلی اچ‌اس.۱۴۱
هاوکر سیدلی اچ‌اس. ۱۴۱ (به انگلیسی: Hawker Siddeley HS.141) یک هواپیمای ساختِ کارخانهٔ هاوکر سیدلی در کشور بریتانیا است.